# Watersportverbond
Het Koninklijk Nederlands Watersport Verbond of kortweg Watersportverbond is het overkoepelende verbond van meer dan 400 watersportverenigingen in Nederland. Dit zijn zeil-, windsurf-, kano- en motorbootverenigingen.
Het Watersportverbond werd opgericht in 1890 onder de naam Verbonden Zeilvereenigingen van Nederland en België. Het kantoor bevindt zich in Utrecht. Hoewel het een verbond van verenigingen is, bestaat ook de mogelijkheid om persoonlijk lid te worden. De bond kent circa 80.000 van dergelijke leden. 
De doelstelling van het verbond is "het behartigen van de belangen van de watersport en het bevorderen van de mogelijkheden voor het uitoefenen van de watersport in de ruimste zin des woords." Het verbond zet zich in voor het toer- of recreatief varen, de wedstrijdsport met betrekking tot zeilen, surfen, kitesurfen en kanovaren, en de topsport in die disciplines. 

## Algemene activiteiten
Het Watersportverbond behartigt de belangen van de watersport. Dit kan bijvoorbeeld door het lobbyen rondom de aanleg van de windmolenparken op zee. Het Watersportverbond werkt veel samen met de ANWB en de HISWA op het gebied van belangenbehartiging. Verder ondersteunt ze haar onderliggende watersportverenigingen in het dagelijkse bestuur, bijvoorbeeld bij ledenbeheer of bij het organiseren van competities. Daarnaast verzorgt ze de opleidingen voor instructeurs, trainers, officials en bestuurders in de watersport.

## Wedstrijdsport
Het verbond is de nationale autoriteit voor het wedstrijdzeilen en -surfen. Dit varieert van de jeugd- en belofteteams tot en met de topsporters van TeamNL Zeilen. Het verbond helpt verenigingen bij het opstellen van wedstrijdregels- en procedures en zorgt voor de implementatie van nationale en internationale afspraken over wedstrijdregels, bijvoorbeeld vanuit de NOC*NSF of World Sailing. Verder registreert ze de meer dan honderd verschillende nationale, internationale, olympische en paralympische wedstrijdklassen, en beheert ze de klassenvoorschriften van de Nederlandse klassen.

## Kernploeg
Het verbond heeft de Kernploeg onder haar hoede, die bestaat uit Nederlandse topzeilers met medaillekansen op wereldkampioenschappen en de Olympische Spelen. Bekende namen in deze groep zijn onder meer Marit Bouwmeester, en Dorian van Rijsselberghe. De zeilers worden door de hoofdcoach uitgenodigd, en zijn fulltime bezig met hun voorbereidingen. Per wedstrijdklasse is er een coach aangesteld. Het Watersportverbond beheert ook de selectiecriteria waaraan de zeilers in de kernploeg moeten voldoen.